# Зоренька
Зоренька (біл. вёска Зоранька) — село в складі Молодечненського району Мінської області, Білорусь. Село підпорядковане Полочанській сільській раді, розташоване в західній частині області.